# Khaeremon (filozófus)
Khaeremon (1. század) görög filozófus
Sztoikus bölcselő, az alexandriai könyvtár igazgatója volt. A Szuda-lexikon szerint Rómába hívták, hogy a fiatal Nero, a későbbi római császár nevelésében részt vegyen. Írt a hieroglifákról, hazája történetéről és vallásáról, valamint az üstökösökről. Munkái néhány töredék kivételével elvesztek.